# VK Primorotchka
VK Primorotchka est un club russe de volley-ball fondé en 2010 et basé à Vladivostok, évoluant pour la saison 2019-2020 en Majeure Ligue A.

## Effectifs

### Saison 2019-2020
| No                                | Nom                               | Date de naissance                 | Taille                         | Poids                          | Poste                          |
| --------------------------------- | --------------------------------- | --------------------------------- | ------------------------------ | ------------------------------ | ------------------------------ |
| 1                                 | Olga Iefimova                     | 18 avril 1997                     | 178                            |                                | Réceptionneuse-attaquante      |
| 3                                 | Svetlana Tchesnokova              | 3 mars 1987                       | 187                            | 70                             | Centrale                       |
| 4                                 | Sofia Kochkarova                  | 17 avril 1999                     | 175                            |                                | Libero                         |
| 6                                 | Anastassia Kalinina               | 8 décembre 1995                   | 184                            |                                | Réceptionneuse-attaquante      |
| 8                                 | Anastassia Podochvina             | 18 juillet 1995                   | 184                            |                                | Réceptionneuse-attaquante      |
| 9                                 | Olga Lifanova                     | 26 avril 1998                     | 184                            |                                | Passeuse                       |
| 10                                | Valeria Orekhova                  | 20 juin 1993                      | 188                            |                                | Centrale                       |
| 12                                | Anastassia Bortnikova             | 26 septembre 1993                 | 186                            |                                | Centrale                       |
| 14                                | Alena Tsyba                       | 29 janvier 1993                   | 184                            |                                | Centrale                       |
| 15                                | Marina Touchova                   | 21 novembre 1998                  | 185                            | 63                             | Réceptionneuse-attaquante      |
| 18                                | Irina Zadykhina                   | 17 février 1995                   | 182                            | 65                             | Passeuse                       |
| 20                                | Anna Pospelova                    | 13 juillet 1995                   | 173                            |                                | Libero                         |
|                                   |                                   |                                   |                                |                                |                                |
| Encadrement technique             | Encadrement technique             |                                   | Légende                        | Légende                        | Légende                        |
| Entraîneur : Aleksandr Chtchourin | Entraîneur : Aleksandr Chtchourin | Entraîneur : Aleksandr Chtchourin | : Capitaine                    | : Capitaine                    | : Capitaine                    |
| Entraîneur(s) adjoint(s) :        | Entraîneur(s) adjoint(s) :        | Entraîneur(s) adjoint(s) :        | : Joueuse blessée actuellement | : Joueuse blessée actuellement | : Joueuse blessée actuellement |